# Zelotes keumjeungsanensis
Zelotes keumjeungsanensis este o specie de păianjeni din genul Zelotes, familia Gnaphosidae, descrisă de Paik, 1986. Conform Catalogue of Life specia Zelotes keumjeungsanensis nu are subspecii cunoscute.